# Championnats du Rwanda de cyclisme sur route
Les championnats du Rwanda de cyclisme sur route (en ligne) sont organisés depuis 2010[réf. nécessaire] au mois de juin.

## Podiums des championnats masculins

### Course en ligne
| Année     | Vainqueur               | Deuxième                | Troisième               |
| --------- | ----------------------- | ----------------------- | ----------------------- |
| 2010      | Adrien Niyonshuti       | Gasore Hategeka         | Nathan Byukusenge       |
| 2011      | Adrien Niyonshuti       | Nathan Byukusenge       | Abraham Ruhumuriza      |
| 2012      | Adrien Niyonshuti       | Nathan Byukusenge       | Valens Ndayisenga       |
| 2013      | Gasore Hategeka         | Bonaventure Uwizeyimana | Nathan Byukusenge       |
| 2014      | Valens Ndayisenga       | Janvier Hadi            | Bonaventure Uwizeyimana |
| 2015      | Joseph Biziyaremye      | Joseph Areruya          | Abraham Ruhumuriza      |
| 2016      | Bonaventure Uwizeyimana | Adrien Niyonshuti       | Joseph Biziyaremye      |
| 2017      | Gasore Hategeka         | Valens Ndayisenga       | Jean Bosco Nsengimana   |
| 2018      | Didier Munyaneza        | Mathieu Twizerana       | Gasore Hategeka         |
| 2019      | Bonaventure Uwizeyimana | Jean Ruberwa            | Moïse Mugisha           |
| 2020-2021 | Pas organisé            | Pas organisé            | Pas organisé            |
| 2022      | Eric Manizabayo         | Emmanuel Iradukunda     | Didier Munyaneza        |
| 2023      | Patrick Byukusenge      | Renus Uhiriwe           | Shemu Nsengiyumva       |
| 2024      | Vainqueur Masengesho    | Samuel Niyonkuru        | Etienne Tuyizere        |
| 2025      | Eric Nkundabera         | Jeremie Ngendahayo      | Eric Muhoza             |

### Contre-la-montre
| Année     | Vainqueur         | Deuxième              | Troisième               |
| --------- | ----------------- | --------------------- | ----------------------- |
| 2014      | Valens Ndayisenga | Jean Bosco Nsengimana | Adrien Niyonshuti       |
| 2015      | Valens Ndayisenga | Jean Bosco Nsengimana | Joseph Areruya          |
| 2016      | Adrien Niyonshuti | Valens Ndayisenga     | Bonaventure Uwizeyimana |
| 2017      | Adrien Niyonshuti | Valens Ndayisenga     | Jean Bosco Nsengimana   |
| 2018      | Joseph Areruya    | Jean Bosco Nsengimana | Camera Hakuzimana       |
| 2019      | Joseph Areruya    | Jean Bosco Nsengimana | Samuel Mugisha          |
| 2020-2021 | Pas organisé      | Pas organisé          | Pas organisé            |
| 2022      | Didier Munyaneza  | Samuel Mugisha        | Patrick Byukusenge      |
| 2023      | Moïse Mugisha     | Etienne Tuyizere      | Shemu Nsengiyuma        |
| 2024      | Moïse Mugisha     | Etienne Tuyizere      | Patrick Byukusenge      |
| 2025      | Samuel Niyonkuru  | Shemu Nsengiyumva     | Eric Muhoza             |

### Course en ligne espoirs
| Année | Vainqueur           | Deuxième            | Troisième                 |
| ----- | ------------------- | ------------------- | ------------------------- |
| 2015  | Joseph Areruya      | Jean-Claude Uwizeye | Jeremie Karegeya          |
| 2016  | Valens Ndayisenga   | Samuel Hakiruwizeye | Gasore Bizimana           |
| 2017  | Jean Ruberwa        | Samuel Hakiruwizeye | Jean Claude Mfitumukiza   |
| 2019  | Moïse Mugisha       | Samuel Mugisha      | Jean Claude Nzafashwanayo |
| 2022  | Emmanuel Iradukunda | Eric Muhoza         | Jean Claude Nzafashwanayo |

### Contre-la-montre espoirs
| Année | Vainqueur          | Deuxième              | Troisième                 |
| ----- | ------------------ | --------------------- | ------------------------- |
| 2015  | Valens Ndayisenga  | Jean Bosco Nsengimana | Joseph Areruya            |
| 2016  | Valens Ndayisenga  | Ephrem Tuyishimire    | Samuel Hakiruwizeye       |
| 2017  | Ephrem Tuyishimire | Didier Munyaneza      | Jean Ruberwa              |
| 2019  | Samuel Mugisha     | Moïse Mugisha         | Jean Claude Nzafashwanayo |
| 2022  | Swaibu Kagibwami   | Eric Muhoza           | Renus Uhiriwe             |

### Course en  ligne juniors
| Année     | Vainqueur                | Deuxième            | Troisième           |
| --------- | ------------------------ | ------------------- | ------------------- |
| 2016      | Jean Paul René Ukiniwabo | Janvier Rugamba     | Didier Munyaneza    |
| 2017      | Eric Manizabayo          | Eric Mwumvaneza     | Yves Ngabonziza     |
| 2018      | Jean Eric Habimana       | Barnabé Gahemba     | Renus Uhiriwe Byiza |
| 2019      | Barnabé Gahemba          | Félicien Hakizimana | Renus Uhiriwe Byiza |
| 2020-2021 | Pas organisé             | Pas organisé        | Pas organisé        |
| 2022      | Janvier Shyaka           | Moise Ntirenganya   | Kevin Nshutiraguma  |
| 2023      | Hashimu Tuyizere         | Kevin Nshutiraguma  | Fiacre Nizeyimana   |
| 2024      | Phocas Nshimiyimana      | Moise Ntirenganya   | Aime Ruhumuriza     |
| 2025      | Moise Ntirenganya        | Didier Twagirayezu  |                     |

### Contre-la-montre juniors
| Année     | Vainqueur                | Deuxième                  | Troisième               |
| --------- | ------------------------ | ------------------------- | ----------------------- |
| 2015      | Ali Dukuzumuremyi        | Jean Paul René Ukiniwabo  | Samuel Hakiruwizeye     |
| 2016      | Jean Paul René Ukiniwabo | Janvier Rugamba           | Yanick Ngabo            |
| 2017      | Jean Eric Habimana       | Yves Ngabonziza           | Eric Manizabayo         |
| 2018      | Renus Uhiriwe Byiza      | Jean Claude Nzafashwanayo | Yves Nkurunziza         |
| 2019      | Jean Eric Habimana       | Barnabé Gahemba           | Renus Uhiriwe Byiza     |
| 2020-2021 | Pas organisé             | Pas organisé              | Pas organisé            |
| 2022      | Hashimu Tuyizere         | Janvier Shyaka            | Jean Bosco Mushinzimana |
| 2023      | Janvier Shyaka           | Kevin Nshutiraguma        | Hashimu Tuyizere        |
| 2024      | Kevin Nshutiraguma       | Emmanuel Niyonkuru        | Pacifique Byusa         |
| 2025      | Didier Twagirayezu       | Pacifique Byusa           | Jules Mugabo            |

## Podiums des championnats féminins

### Course en ligne
| Année | Vainqueur              | Deuxième               | Troisième              |                  |
| ----- | ---------------------- | ---------------------- | ---------------------- | ---------------- |
| 2010  | Janet Uwimana          |                        |                        |                  |
| 2014  | Jeanne d'Arc Girubuntu | Janette Uwineza        | Beatha Ingabire        |                  |
| 2015  |                        |                        |                        |                  |
| 2016  | Jeanne d'Arc Girubuntu | Clementine Niyonsaba   | Beatha Ingabire        |                  |
| 2017  | Beatha Ingabire        | Xaverine Nirere        | Samantha Dushimiyimana |                  |
| 2018  | Xaverine Nirere        | Valantine Nzayisenga   | Beatha Ingabire        |                  |
| 2019  | Valantine Nzayisenga   | Josiane Mukashema      | Diane Ishimwe          |                  |
| 2020  | annulé/abandonné       | annulé/abandonné       | annulé/abandonné       | annulé/abandonné |
| 2021  | annulé/abandonné       | annulé/abandonné       | annulé/abandonné       | annulé/abandonné |
| 2022  | Diane Ingabire         | Jacqueline Tuyishimire | Josiane Mukashema      |                  |
| 2023  | Diane Ingabire         | Djazilla Umwamikazi    | Josiane Mukashema      |                  |
| 2024  | Diane Ingabire         | Violette Irakoze Neza  | Josiane Mukashema      |                  |

### Contre-la-montre
| Année | Vainqueur              | Deuxième               | Troisième             |                  |
| ----- | ---------------------- | ---------------------- | --------------------- | ---------------- |
| 2014  | Jeanne d'Arc Girubuntu | Janette Uwineza        | Beatha Ingabire       |                  |
| 2015  |                        |                        |                       |                  |
| 2016  | Jeanne d'Arc Girubuntu | Beatha Ingabire        | Clementine Niyonsaba  |                  |
| 2017  | Beatha Ingabire        | Jeanne d'Arc Girubuntu | Magnifique Manizabayo |                  |
| 2018  | Jacqueline Tuyishimire | Violette Irakoze Neza  | Xaverine Nirere       |                  |
| 2019  | Josiane Mukashema      | Jacqueline Tuyishimire | Violette Irakoze Neza |                  |
| 2020  | annulé/abandonné       | annulé/abandonné       | annulé/abandonné      | annulé/abandonné |
| 2021  | annulé/abandonné       | annulé/abandonné       | annulé/abandonné      | annulé/abandonné |
| 2022  | Diane Ingabire         | Jacqueline Tuyishimire | Violette Irakoze Neza |                  |
| 2023  | Diane Ingabire         | Valantine Nzayisenga   | Marthe Ntakirutimana  |                  |
| 2024  | Diane Ingabire         | Violette Irakoze Neza  | Josiane Mukashema     |                  |